# デラニー&ボニー
デラニー&ボニー（Delaney & Bonnie）は、アメリカ合衆国のデュオ歌手。デラニー・ブラムレット（1939年7月1日 - 2008年12月27日）とボニー・ブラムレット（1944年11月8日 - ）の夫婦により結成された。エリック・クラプトンとの共演等で知られる。いくつかの作品では、大編成のバック・バンドを従えて、デラニー&ボニー&フレンズという名義となっている。デラニーと表記されるが発音はディレイニーに近い。

## 来歴
デラニー・ブラムレットは1939年にミシシッピ州ポントトクで生まれた。1959年にロサンゼルスに渡り、その後ABCのテレビ番組「シンディグ!」のハウスバンドであったザ・シンドッグズというバンドでレオン・ラッセルらと活動。
ボニー・リン・オファレルは1944年にイリノイ州アルトンで生まれ、イースト・セント・ルイスで育った後、1960年代にはメンフィスに移り、様々な歌手のバック・コーラスを経て、アイク&ティナ・ターナー専属のヴォーカル・グループ、アイケッツに初の白人メンバーとして加入した。
1967年、2人はロサンゼルスで出会い、ほどなく結婚しデラニー&ボニーを結成した。1968年にスタックス・レコードとの契約を得て、ブッカー・T&ザ・MG'sやアイザック・ヘイズのサポートを得てレコーディングを行うが、その音源はお蔵入りになった。2人はメンフィスで知り合ったボビー・ウィットロックを連れてロサンゼルスに戻り、エレクトラ・レコードと契約して1969年春にアルバム『オリジナル・デラニー&ボニー』でメジャー・デビューを果たす。当時ジョージ・ハリスンが2人をアップル・レコードに勧誘して『オリジナル・デラニー&ボニー』を発表しようとしたが実現せず、同アルバムのために用意されていたカタログ番号「SAPCOR 7」は欠番となった。
1969年、ブラインド・フェイスのアメリカ・ツアーのオープニング・アクトを担当。2人はメンバーのエリック・クラプトンと親交を深め、ブラインド・フェイスが解散すると彼をザ・ベンチャーズに加入したジェリー・マギーの後任としてデラニー&ボニー・アンド・フレンズに迎えた。デュオはアトコ・レコードに移籍し、12月にはデラニーとクラプトンが共作した楽曲「カミン・ホーム」をデラニー&ボニー・アンド・フレンズ・フィーチャーリング・エリック・クラプトン名義でシングル発表した。同作は全英16位というヒットを記録した。B面収録曲「グルーピー（スーパースター）」はボニーとレオン・ラッセルとの共作で、1971年にはカーペンターズによるカヴァー「スーパースター」が世界中で大ヒットした。
同年、スタックス・レコードでお蔵入りになった音源がアルバム『ホーム』として発表された。年末のイギリス・ツアーはクラプトン、ウィットロック、カール・レイドル、ジム・ゴードン、デイヴ・メイソン、ボビー・キーズ、リタ・クーリッジ等が加わった大所帯で行われた。その模様は1970年3月にライヴ・アルバム『オン・ツアー・ウィズ・エリック・クラプトン』として発表され、全米29位、全英39位のヒット作となった。クラプトンはその後、ウィットロック、レイドル、ゴードンとデレク・アンド・ザ・ドミノスを結成した。
2人はその後、デュアン・オールマンと交流を深め、『デラニーよりボニーへ』（1970年）、『モーテル・ショット』（1971年）を発表。後者はアンプラグドの色が強い作風で、オールマン、ジョー・コッカー、グラム・パーソンズが参加。また映画『バニシング・ポイント』にも出演した。その後、コロムビア・レコードに移籍して『D&Bトゥゲザー』（1972年）を発表した。しかし同作を最後にデュオは解散し、2人は離婚する。
その後、2人ともソロ・アーティストとしての道を歩む。デラニーは1972年に『サム・シングス・カミング』でソロ・デビュー後、1970年代に計4枚のアルバムを発表した。1980年代以降は暫く作品は途絶えるものの、2000年に『サウンズ・フロム・ホーム』でカムバック。2007年には『ア・ニュー・カインド・オブ・ブルース』をリリースし存在感を示した。しかし2008年12月27日、胆嚢手術後の合併症によりロサンゼルスで死去した。
ボニーは1987年よりボニー・シェリダン名義で女優に転向。2002年に約四半世紀ぶりのアルバム『アイム・スティル・ザ・セイム』でシンガーとしてカムバックを果たした。
2人の間に生まれた娘ベッカ・ブラムレットは歌手になり、フリートウッド・マックのアルバム「Time」に参加するなどの活躍をしている。

## ディスコグラフィ
- オリジナル・デラニー&ボニー - Accept No Substitute（1969年、Elektra）
- ホーム - Home（1969年、Stax）
- オン・ツアー・ウィズ・エリック・クラプトン - On Tour with Eric Clapton（1970年、Atco）
- デラニーよりボニーへ - To Bonnie from Delaney（1970年、Atco）
- モーテル・ショット - Motel Shot（1971年、Atco）
- D&Bトゥゲザー - D&B Together（1972年、Columbia/CBS）
- The Best of Delaney & Bonnie（1972年、Atco / 1990年、Rhino）